# لوكاس روسول
لوكاس روسول (بالتشيكية: Lukáš Rosol)‏ (ولد في 24 يوليو 1985، في برنو، تشيكوسلوفاكيا). هو لاعب كرة مضرب محترف.